# Walk on Water (canción de Eminem)
«Walk on Water», es una canción del rapero Norteamericano Eminem en colaboración con la cantante norteamericana Beyoncé para el noveno álbum de Eminem Revival (2017). Fue lanzada el 10 de noviembre de 2017, como el primer sencillo del álbum. Fue producida por Rick Rubin y Skylar Grey.

## Producción

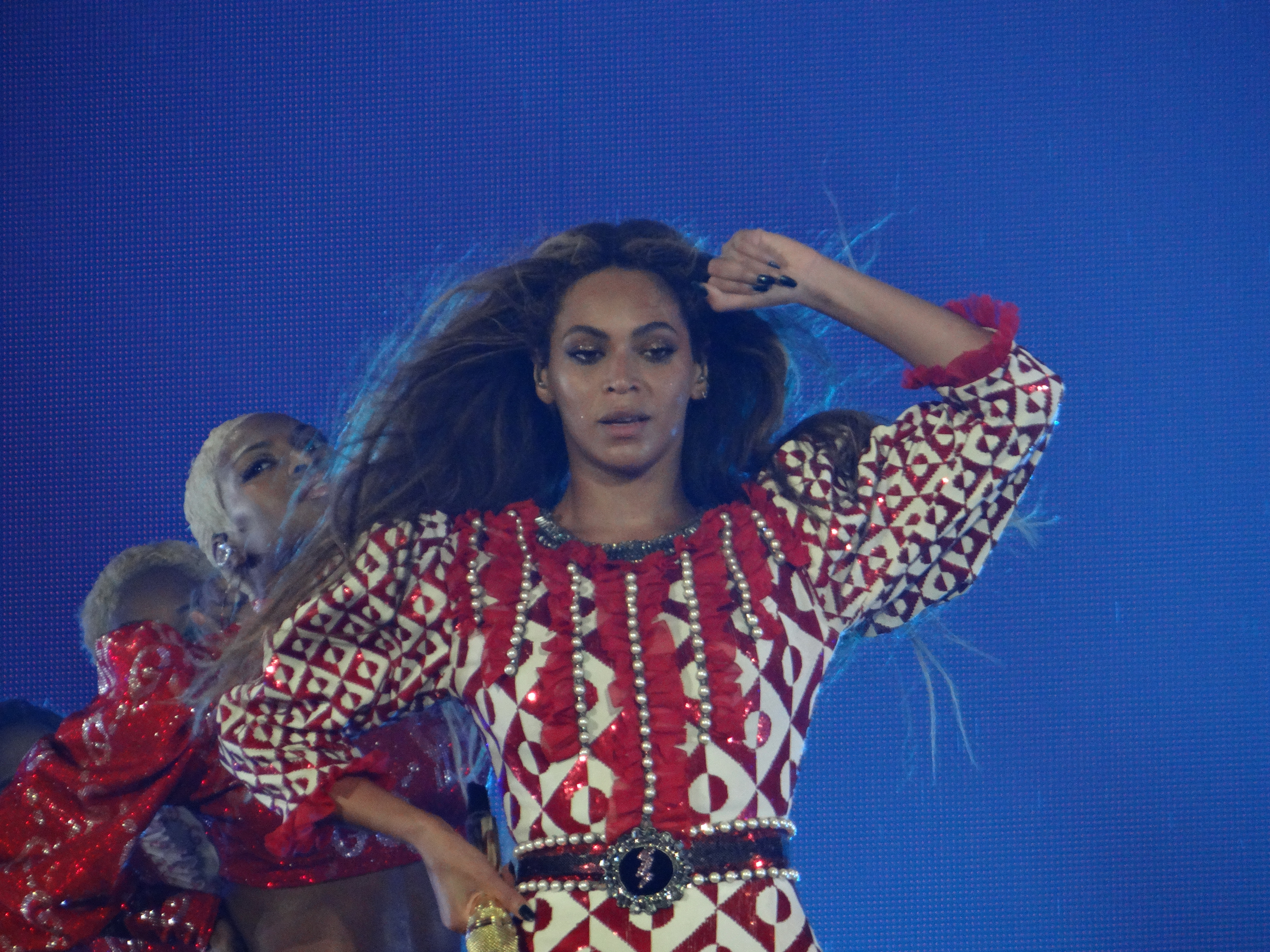
Beyoncé interpreta el coro de la canción.

La canción comenzó como un gancho escrito por Skylar Gray, quien también escribió el hit de Eminem en 2010, "Love the Way You Lie". Eminem se encontró con el gancho cuando estaba trabajando con Rick Rubin y se enamoró de las letras. Anteriormente, Rubin y Eminem habían estado discutiendo el fenómeno del murmullo rap, específicamente la frustración de Eminem con su popularidad general, y el anzuelo sirvió como un vehículo para que él los desahogara. Posteriormente, Rubin tocó la canción para Jay-Z, quien pudo hacer que su esposa, Beyoncé, cantara el coro. Tras el lanzamiento del sencillo, Grey escribió en Twitter: "Esta es la canción que he intentado escribir desde los 6 años. Cada vez que escribía una canción, esperaba que fuera tan buena. Estoy realmente orgulloso de todo lo que he creado., pero esta es la número uno".

## Crítica
"Walk on Water" recibió en general críticas mixtas a críticas positivas. Jayson Greene, de Pitchfork, describió la canción como un "trudge despreocupado de una balada poderosa que combina un anzuelo suavemente cantonado con versos humeantes y crecientes de escándalo de rabia".

## Lanzamiento y promoción
El 8 de noviembre de 2017, Eminem tuiteó una foto de una nota de un médico con las palabras "Camina sobre el agua", toma según sea necesario, escritas en ella. Esto provocado especulaciones de que el primer sencillo se titulará "Walk on Water". La nota falsa del doctor estaba etiquetada con el logo de Revival. El 9 de noviembre, Paul Rosenberg compartió un video en Instagram que mostraba a Trevor, el portavoz de la campaña Revival, que dice: "usted podrá caminar sobre el agua con avivamiento al mediodía EST", confirmando la canción. Se subió el video de audio con letra en el canal de YouTube de Eminem. El video cuenta con más de 62 millones de visualizaciones y 1 millón de "me gusta".

## Video musical
El 23 de diciembre de 2017, el video musical de la canción se lanzó exclusivamente en el canal oficial de Vevo de Apple Music y Eminem. Fue dirigido por el director estadounidense Richard "Rich" Lee, quien anteriormente dirigió los videos de Eminem de "Not Afraid", "Rap God", "The Monster" y "Phenomenal". Hasta el 12 de noviembre de 2018, el video cuenta con más de 62 millones de visitas y 1 millón de "me gusta". 
El video comienza con un rayo de luz que resulta ser especial en un micrófono. Eminem está sentado junto a él y se lamenta cuando finalmente decide. para acercarse al micrófono. Las luces se acercan lentamente para revelar un auditorio durante el segundo coro. Luego vemos a muchos discípulos y clones de Eminem tecleando galimatías en una máquina de escribir. Luego hay un montaje de piezas colocadas en el escenario para parecerse conciertos que ha realizado. Durante el tercer coro, hay un lapso de tiempo de los fanáticos en los asientos del auditorio. Los fanáticos se van durante el tercer verso cuando Eminem falla entre diferentes personas y comienza a nevar. Luego vemos a Eminem en un desierto estéril de Hielo. Encuentra una enorme estatua cubierta, luego, con deliberación, la saca. Regreso a la sala de máquinas de escribir. Eminem comienza a escribir la letra de "Stan" y luego la saca de la máquina de escribir y entrega la línea de cierre, "Perra, yo escribí 'Stan'".
El video recibió una nominación en los MTV Video Music Awards 2018 a los Mejores Efectos Visuales.

## Actuaciones en directo
La canción fue interpretada por primera vez por Eminem en los MTV Europe Music Awards 2017 el 12 de noviembre con el coproductor y escritor Skylar Grey en la voz. Ambos también interpretaron la canción en Saturday Night Live el 18 de noviembre, junto con sus canciones anteriores, "Stan" y "Love The Way You Lie".

## Comercialización
En los Estados Unidos, "Walk on Water" debutó y alcanzó el puesto número 14 en el Billboard Hot 100, convirtiéndose en la 57.ª entrada para ambos artistas en la tabla. Como resultado, empataron con Madonna y The Rolling Stones en la 19.ª cantidad más alta de canciones en general para ingresar al cuadro. También llegó al número 2 en la tabla de canciones digitales con 64 000 descargas y la tabla de canciones de transmisión en el número 15 con 18.3 millones de transmisiones.
La canción abrió el UK Singles Chart en el número siete, convirtiéndose en la 28ª entrada de Eminem para alcanzar el top 10 de la nación y la 35ª de Beyoncé. Al ingresar al número 10 en el ARIA Singles Chart, se convirtió en la decimotercera canción del rapero como artista principal en alcanzar el top 10 en Australia y la primera desde "The Monster" en 2013, y la 22ª de Beyoncé, la primera desde la canción de 2011 "Run the World (Girls)". En otros lugares, la canción debutó en el número ocho de la Irish Singles Chart, número nueve en Suecia, y número cuatro en Escocia.

## Créditos
Créditos adaptados de Revival album liner notes.
Grabación y gestión
- Grabado en Effigy Studios (Detroit) y Shangri La Studio (Malibu).
- Piano grabado en Grizzly Manor Studios (Park City, Utah)
- Mezclado en Larrabee Sound Studios (North Hollywood)
- Masterizado en Brian Gardner Mastering
- Publicado por Songs of Universal, Inc./Shroom Shady Music (BMI), Hotel Bravo Music / Universal Music-Z Songs (BMI) o / b / o Skylar Gray / Oakland 13 Music (ASCAP)
- Todos los derechos administrados por Wb Music Corp. o / b / o Itself y Oakland 13 Music
- Beyoncé aparece por cortesía de Columbia Records, una división de Sony Music Entertainment

Personal
- Eminem - vocales, compositor
- Beyoncé - vocalista, compositor
- Skylar Grey - compositor, coproductor, piano
- Rick Rubin - productor, giradiscos
- Mike Strange - ingeniero de grabación
- Joe Strange - ingeniero de grabación
- Jason Lader - ingeniero de grabación, bajo, programador de batería, moog, sintetizador, arreglista de cuerdas
- Stuart White - ingeniero de grabación
- Rob Bisel - ingeniero asistente, editor digital
- Johnnie Burik - ingeniero asistente, editor digital
- Tony Campana - ingeniero asistente
- La sección cuarteto - cuerdas
- Eric Gorfain - violín
- Richard Dodd - violonchelo
- Daphne Chen - violín
- Leah Katz - viola
- Manny Marroquín - mezclador
- Brian "Big Bass" Gardner - ingeniero de masterización